# Силви
Сѝлви (на италиански: Silvi) е морски курортен град и община в Южна Италия, провинция Терамо, регион Абруцо. Разположен е на брега на Адриатическо море. Населението на общината е 15 766 души (към 2010 г.).